# Campionat del món de ciclisme en pista de 1902
El Campionat Mundial de Ciclisme en Pista de 1902 es va celebrar a Roma (Itàlia) al 15 de juny de 1902 i a Berlín (Imperi Alemany) al 22 del mateix més.
Les competicions de velocitat es van realitzar a Roma i les de mig fons a Berlín. En total es va competir en 4 disciplines, 2 de professionals i 2 d'amateurs.

## Resultats

### Professional
| Prova                | Or                             | Argent                       | Bronze                        |
| Velocitat individual | Thorvald Ellegaard · Dinamarca | Harie Meyers · Països Baixos | Pietro Bixio · Itàlia         |
| Darrere moto         | Thaddäus Robl · Imperi Alemany | Émile Bouhours · França      | Edouard-Henri Taylor · França |

#### Amateur
| Prova                | Or                                | Argent                        | Bronze                       |
| Velocitat individual | Charles Piard · França            | Léon Delaborde · França       | Orla Nord · Dinamarca        |
| Darrere moto         | Alfred Görnemann · Imperi Alemany | Willy Keller · Imperi Alemany | Johan Dielhe · Països Baixos |

## Medaller
| Pos. | País           | Or | Plata | Bronze | Total |
| 1    | Imperi Alemany | 2  | 1     | 1      | 4     |
| 2    | França         | 1  | 2     | 1      | 4     |
| 3    | Dinamarca      | 1  | 0     | 1      | 2     |
| 4    | Països Baixos  | 0  | 1     | 0      | 1     |
| 5    | Itàlia         | 0  | 0     | 1      | 1     |